# Comuna Luțîkivka, Bilopillea
Luțîkivka (în ucraineană Луциківка) este o comună în raionul Bilopillea, regiunea Sumî, Ucraina, formată din satele Luțîkivka (reședința), Ptîce și Radeanske.

## Demografie
Componența lingvistică a comunei Luțîkivka
     Ucraineană (96,89%)
     Alte limbi (1,09%)
Conform recensământului din 2001, majoritatea populației comunei Luțîkivka era vorbitoare de ucraineană (96,89%), existând în minoritate și vorbitori de armeană (1,86%).